# طسينة المثنان
طَسِيْنَة المَثْنَان أو نارية شهباء أو عثة ندى العسل أو عثة الكريسماس أو دودة عنب العُلَّيق الغازلة (الاسم العلمي: Cryptoblabes gnidiella)، حشرة عثية من فصيلة الناريات. موطنها حول البحر الأبيض المتوسط ولكنها توجد أيضًا في إفريقيا (جنوب إفريقيا، لا ريونيون، مدغشقر، غانا)، المنطقة الشرقية وأسترالاسيا (أستراليا، هاواي، غينيا الجديدة) وهو نوع دخيل في أمريكا الجنوبية وأمريكا الوسطى.
يبلغ طول جناحيه 11-20 ملم. تتغذى يرقاته على البرتقال وأنواع الحمضيات الأخرى والتفاح والذرة. يتغذى البالغون منه على ندى العسل ، ويبدو أن ارتباطهم بفلفل الكريسماس (الفلفل البرازيلي، Schinus terebinthifolius) يرجع أساسًا إلى هذا السبب.
أُبلغ عن هذا النوع من عدة عشرات من النباتات المضيفة، بما في ذلك العديد من النباتات المزروعة، وخاصة الفواكه (مثل العنب والليمون والرمان). تعتبر من الآفات الخطيرة مع الحشرات المصاحبة لها.

## روابط خارجية
- Cryptoblabes gnidiella and C. aliena